# Kitaj írás
A kitaj írás a kitajok által használt írásrendszer.

## A nagy kitaj írás

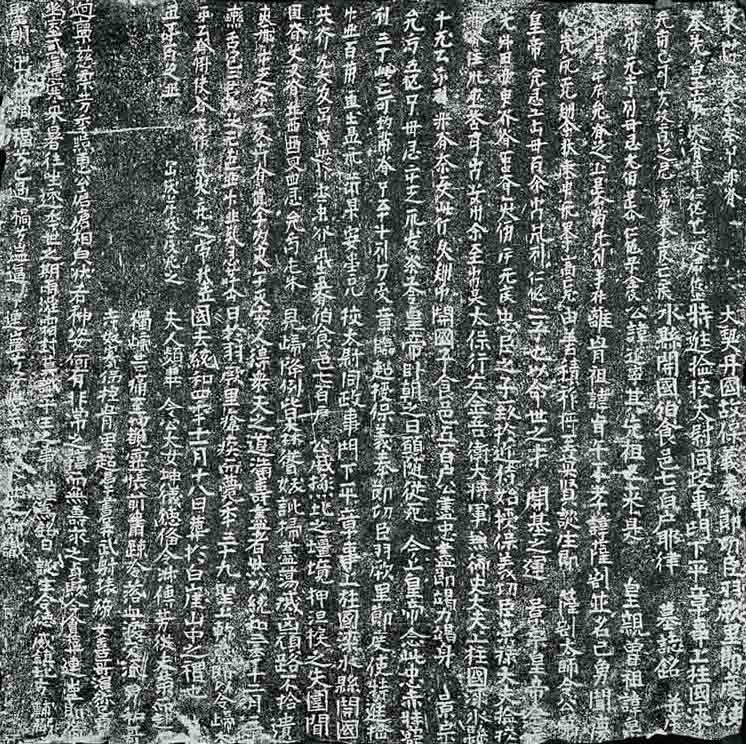
986-ból származó nagy kitaji és kínai írás

A 9. században a japánok a kínai írásjegyek egyszerűsítéséből megalkották a katakana,
a kínai írásjegyek folyóírásából pedig a hiragana szótagírást, amit a kínai írással együtt használtak. A koreaiak is törekedtek arra, hogy saját nyelvüket a kínai írás segítségével jegyezzék le, erre több módszert is kidolgoztak.
A kitajok is a kínai írás alapján alkották meg írásaikat, az elsőt, az úgynevezett „nagy kitaj írást” Abaoji parancsára Yelü Tulübu (耶律突呂不) 920-ban alkotta meg.
Erről a Liao története így tudósít: 
„…Shenze (神冊 ), azaz a Fényességes Áldás ötödik évének első hónapjában, a Yi-chou (乙丑) napon elkezdte a kitaj írás megszerkesztését, és a kilencedik hónap Ren-yin (壬寅 ) napján befejezte azt.” 
A „nagy kitaj írás” néhány ezer jelből álló fogalomírás volt, egyes jelei a kínaiból származnak, a jelek egy része ismeretlen eredetű. A kínai eredetű jelek esetében, az eredeti jelet vagy átalakították, vagy változtatás nélkül vették át.
A „nagy kitaj írás” jeleit a kínaihoz hasonlóan függőlegesen jobbról balra tartó sorokban írták, az egyes jelek között ugyanannyi távolságot hagyva. 
A kitaj írást a dzsürcsik is alkalmazták 1191-ig, amikor is rendeletben betiltották. A dzsürcsik nemzeti írásukat a kínai és a kitaj alapján alkották meg, így nemcsak a helyesírást, hanem néhány kitaj jelet is átvettek módosításokkal.

## A kis kitaj írás
Öt év múlva, 925-ben, valószínűleg a „nagy kitaj írás” nehézkessége miatt, Abaoji öccse, Diela (迭剌) megalkotta a „kis kitaj írást”, amiről hosszú ideig azt hitték, hogy megegyezik az ujgur írással. A félreértést az a feljegyzés okozza, hogy Diela a „kis kitaj írást” az ujgur nyelvvel és írással való megismerkedése után alkotta meg. Ez az írás szójelekből, szótagjelekből és betűjelekből állt. Nemcsak ragok, képzők, hanem egész szavak lejegyzésére is alkalmazták. Ez hasonlít a japán kandzsi-kana írásmódra, azonban a japántól eltérően nincs grafikai különbség a „kis” és a „nagy” kitaj írás között. Jelenleg 378 jelét ismerjük, a „kis kitaj írás” szótag-és betűjeleit a következőképpen lehet csoportosítani:
- „A” típus – csak mássalhangzót jelöl
- „B” típus – csak magánhangzót jelöl
- „C” típus – CV szótagokat jelöl
- „D” típus – VC szótagokat jelöl
- „E” típus – CVC szótagokat jelöl

A „kis kitaj írás” jeleit a „nagy kitajtól” eltérően tömbökbe rendezték, ez emlékeztet a koreai hangul írásra, ahol a szótagokat „tömbökbe” rendezik:
한국  Hanguk Korea  ㅎ h ᅡaᄂ n  ᄀ  k/g  ᅮ u

## A kitaj írás megfejtése
A Ming-dinasztia idején már nem volt senki, aki értette volna a kitaj írásjegyeket, bár a Song-beli Wang Yi (王易) „Yan bei lü” (燕北録) című könyvében három kitaj írásjegyet, Tao Zong-yi (陶宗儀) pedig „Shushi huiyao” (書史会要) című művében öt kitaj írásjegyet mutat be. Azonban hosszabb kitaj emlék 1920-ig nem került elő, amikor egy dzsürcsi herceg által állított kitaj nyelvű feliratot találtak. Ezt 1134-ben emelték a Jin-dinasztia idején, így sokáig dzsürcsi nyelvűnek vélték. Ezután az 1920-as, 30-as években egymás után kerültek elő a kitaj nyelvemlékek, így ezek feldolgozása is megkezdődhetett. Kínai-kitaj párhuzamos szöveget eddig csak kettőt fedeztek fel, ez a Xuwang muzhi (許王墓誌) és a Langjun xingji (郎君行紀 ). Xuan-yi (宣懿 ) császárné sírfeliratán is található kínai szöveg melynek értelmezése nehéz, feltehető, hogy a tartalma sem egyezik a kitajéval. 
A Činggeltei vezette belső-mongóliai kutatócsoport hosszú év kutatás után a „kis kitaj” írás 378 jelét határozta meg, és abból 130 jel kiejtését fejtették meg. 1990-ben Han Baoxing (韓寶興) a Liaoning-ban felfedezett két emlékmű feliratából 200 jel hangértékét állapította meg. Ezek között van olyan jel, aminek hangértékét Činggeltei is meghatározta, de ez eltér Han Baoxing megfejtésétől. Az eddig megfejtett jelek kiejtésének vagy jelentésének birtokában eddig csak főleg kínai méltóságneveket, személyneveket tudtak elolvasni, teljes mondat megfejtése még várat magára.
A kitaj írás megfejtéséhez nagy segítség lenne még több párhuzamos szöveg, vagy kitaj-kínai szójegyzék, amilyet a tangut és a dzsürcsi nyelv esetében ismerünk, de ilyen még nem került elő.

### Magyar nyelvű
- Birtalan Ágnes: Kitaj. A világ nyelvei. Szerkesztő Fodor István. Budapest, Akadémiai Kiadó 1999. pp. 748-749
- Kara György: Hit, hatalom és írás a mongol világban. Elektronikus kiadás: Terebess
- Ligeti Lajos: A kitáj nép és nyelv. Magyar Nyelv 23. 1927

### Angol nyelvű
- Kara, György: On the Khitan Writing systems. Mongolian Studies 10. 1986
- Kara, György: Books of the Mongolian Nomads. Bloomington, Indiana University Research Institute for Inner Asian Studies 2005

### Mongol nyelvű
- Цэвэлийн Шагдарсүрэн: Монголчуудын үсэг бичигийн товчоон. Улаанбаатар, 2001
- Жалайр Батбаяр: Монгол уран бичлэгийн түүх. Улаанбаатар, 2001

### Japán nyelvű
- 西田龍雄: アジア古代文字の解読　中公文庫2002年
- 斎藤純男: 中期モンゴル語の文字と音声 松香堂, 2003

### Kínai nyelvű
- 杨曾文 主编: 中国佛教基础知识 宗教文化出版社, 2005